# Ложный огонь (фильм, 1996)
Ложный огонь (англ. Foxfire) — художественный фильм, снятый по повести Джойс Кэрол Оутс Foxfire: Confessions of a Girl Gang и посвящённый встрече четырёх школьниц с их сверстницей, странствующей по миру.

## Сюжет
Действие фильма происходит в американской средней школе на окраинах Портленда, в котором с неожиданным появлением бесшабашной и рисковой Легс начинают происходить невероятные происшествия.
«Ложный огонь» — прозвище школьницы Мэдди Вирц, начинающего талантливого фотографа, не слезающей с роликовых коньков. Жизнь Мэдди идёт своим чередом: у неё есть любимое хобби, любимый парень, любящая семья. Но не у всех в её классе всё складывается так же хорошо: преподаватель биологии мистер Баттингер обожает издеваться над Ритой Фолдес, которая не может перебороть себя и разрезать живую лягушку. Кроме того, как выясняется, он периодически домогается учениц, не готовых дать ему отпор.
Ситуация меняется с появлением в классе путешествующей по стране независимой, красивой и решительной девчонки по прозвищу Легс (по-английски «Ноги»). Стихийно собравшаяся вокруг неё компания из четырёх школьниц решает наказать преподавателя, и после уроков, поймав его с поличным в одном из кабинетов, избивают. Особенно близко сходится с Легс Мэдди: она восхищена независимостью и безбашенной смелостью Легс, они в короткое время становятся близкими подругами. Мэдди понимает что влюблена в Легс, но не может признаться себе в этом.
За такое поведение четырёх девушек отстраняют от занятий, и девушки решили проводить появившееся свободное время вместе, в заброшенном доме на окраине города. В знак дружбы по примеру Легс они делают себе на груди татуировку, танцуют под громкую музыку, узнают о радостях и проблемах друг друга.
Вскоре они узнают, что учителя биологии выгнали из школы за сексуальные приставания. Мальчишки-одноклассники, недовольные преследованием любимого учителя, решают надавить на девушек, а когда это не получается — поймать и изнасиловать одну из них, Мэдди. В последний момент Мэдди отбивает у подонков подругу, угоняет их же машину и подруги едут кататься по городу, однако, удирая от преследующей их полиции, попадают в аварию. На суде девочек признают виновными: школьниц отдают на попечение родителей, а Легс, уже имевшая проблемы с законами, попадает в исправительную колонию.
Без Легс компания приходит в упадок. Одна из них, Голди, сбегает от отца-деспота и оказывается в наркопритоне. Мэдди находит её и приводит в «штаб» в заброшенном доме, но не знает, что делать в условиях начавшейся у той ломки.
Выйдя на свободу, героиня возвращается к подругам, ведь кроме них у неё никого нет. Она решает добыть деньги, необходимые для лечения Голди от наркозависимости, у её отца. Когда тот отказывается отдать девушкам крупную сумму, Легс, угрожая ему пистолетом, привозит его в заброшенный дом и привязывает к стулу. Впервые она не знает, как выпутаться из ситуации, в которую завела себя и своих подруг. В этот момент Рита, в руках которой в тот момент находился пистолет, случайно стреляет в отца Голди и ранит его. Трое девушек везут раненого в больницу, а Легс принимает решение уйти из города.
Мэдди догоняет свою подругу на автомобильном мосту. Легс предлагает ей сделать выбор: ехать вместе в неизвестность на попутной машине или остаться в городе. Мэдди не готова бросать всё, и Легс в слезах уезжает одна.

## В ролях
- Хеди Баррес — Мэдди Вирц («Ложный огонь»)
- Анджелина Джоли — Маргарет Садовски («Легс»)
- Дженни Льюис — Рита Фолдес
- Дженни Шимицу — «Голди»
- Сара Розенберг — Виолетта Кан
- Питер Фачинелли — Этан Биксби
- Дэш Майхок — Дана Тейлор
- Мишель Брукхерст — Синди
- Элден Хенсон — Бобби
- Кэти Мориарти — Марта Вирц
- Ричард Беймер — м-р Паркс
- Фран Беннетт — судья Холифилд
- Джон Дил — м-р Баттингер
- Крис Малки — Дэн Голдман, отец Голди
- Джей Аковоне — Чак